# ガシー・レンカー・ジャパン
ガシー・レンカー・ジャパン、ザ・プロアクティブカンパニー株式会社 (The Proactiv Company KK.) は、スイスのローザンヌに本拠を置くネスレスキンヘルスの一員であるザ・プロアクティブカンパニー100%出資の日本法人。
ザ・プロアクティブカンパニーは、ネスレスキンヘルス社（スイス・ローザンヌ）とガシー・レンカー社（アメリカ・カリフォルニア州）との合弁会社である。
日本本社は、東京都品川区上大崎にある。「心も体も健康で、より美しく」を会社理念に掲げている。

## 沿革
- 2001年 - ガシー・レンカー社の日本法人ガシー・レンカー・ジャパンとして設立。
- 2003年 - 1995年からアメリカで販売されているニキビケア用品「プロアクティブ・ソリューション」とミネラルファンデーション「シアーカバー」の販売を開始。
- 2006年 - 「プロアクティブ・ソリューション」の日本市場における広報キャスターに眞鍋かをりを起用[3]。
- 2008年 - 「プロアクティブ・ソリューション」の日本市場におけるイメージキャラクターに伊藤由奈を起用[4]。
- 2017年 - 商号をザ・プロアクティブカンパニーに変更。同年、同じくネスレ・グループに属していたガルデルマ社のスキンケア用品「セタフィル」の販売を開始。
- 2019年 - ネスレ・グループから独立。以後はガルデルマグループに属している[5]。

## 商品
以下はテレビショッピングなどで紹介。
- プロアクティブ・ソリューション（現：プロアクティブ）
- セタフィル（英語版）
- ウェン

以下はテレビショッピング以外の媒体で紹介。
- ビタプロ
- クレープイレース
- リクレイム
- ユースフル・エッセンス
- シアー・カバー
- ズンバ
- ミーニングフル・ビューティー
- エヴァンス

## 提供番組
その他、CNNjおよび海外ドラマ専門のCSにおいてもスポンサーを担当している。かつては多かった提供番組も現在では絞りつつあり、かつてほど多くはない。現在提供クレジットは全て「プロアクティブ (proactiv)」だが、一時期は社名である「ガシー・レンカー・ジャパン (GUTHY RENKER JAPAN)」だったことがある。2018年10月からザ・プロアクティブカンパニー名義になった。